# ايوان فنتون
ايوان فنتون (بالإنجليزية: Ewan Fenton)‏ (17 نوفمبر 1929 بدندي في المملكة المتحدة - 3 أبريل 2006 في جمهورية أيرلندا) هو لاعب كرة قدم بريطاني في مركز الدفاع. لعب مع نادي بلاكبول ونادي ريكسهام ونادي يميريك.

## وصلات خارجية
- ايوان فنتون على موقع قاعدة بيانات كرة القدم.إي يو (الإنجليزية)